# Revistă de literatură de consum

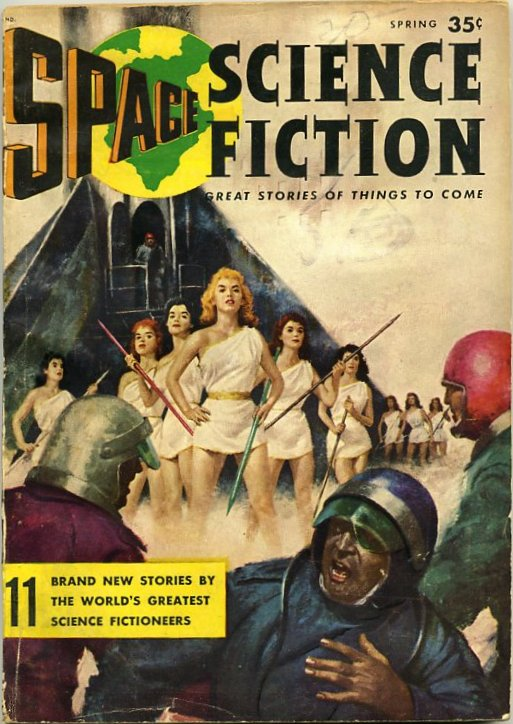
Coperta Space Science Fiction Magazine din 1957, o revistă de literatură de consum din Statele Unite

Revistele de literatură de consum (numite uneori reviste pulp, după termenul din engleză, pulp magazines) se referă la revistele ieftine de ficțiune publicate din 1896 până în anii 1950, în special în Statele Unite ale Americii. O astfel de revistă avea de obicei 128 de pagini și era tipărită pe hârtie ieftină, cu margini zdrențuite.

## Istoric
Argosy este prima revistă americană de literatură de consum (1882-1978) care a publicat, printre alte genuri, și literatură științifico-fantastică, ca de exemplu Claimed sau Citadel of Fear, ambele de Francis Stevens (pseudonimul lui Gertrude Barrows Bennett) în 1918.
În 1919 a apărut revista americană de literatură de consum The Thrill Book, care a publicat și scrieri științifico-fantastice. Cele mai notabile creații de acest gen, care au fost publicate în paginile revistei, sunt povestirile lui Murray Leinster sau romanul The Heads of Cerberus de Francis Stevens. Romanul lui Stevens reprezintă una dintre cele mai vechi istorii alternative.
Politica editorială a acestor reviste (Thrill Book, Weird Tales) era orientată însă spre povestiri de ficțiune ciudată și ocultă și mai puțin spre povestiri SF. Dezvoltarea publicațiilor științifico-fantastice americane a început în 1926, odată cu fondarea de către Hugo Gernsback a revistei Amazing Stories, care a fost dedicată exclusiv povestirilor științifico-fantastice. Anterior apăruseră reviste dedicate științifico-fantasticului în Suedia și în Germania (Der Orchideengarten), dar Amazing Stories a fost prima revistă în limba engleză cu orientare exclusivă către genul științifico-fantastic. Gernsback a încurajat publicarea unor povestiri bazate pe realism științific pentru a-și educa cititorii, dar, cu toate acestea, au apărut numeroase povestiri incitante, bazate în mică măsură pe realitate. Între 1928 și 1934 Amazing Stories a apărut însoțită de suplimentul Amazing Stories Quarterly (lansat tot de Hugo Gernsback). În 1929, după ce a pierdut controlul asupra revistei Amazing Stories din cauza problemelor financiare, Hugo Gernsback a fondat revista americană Wonder Stories. În ianuarie 1930 a apărut primul număr al revistei americane Astounding Stories, care a devenit cea mai longevivă publicație de acest gen.
În 18 martie 1923 a apărut revista americană Povestiri ciudate (Weird Tales, fondată de J. C. Henneberger și J. M. Lansinger în 1922), dar aceasta s-a axat pe literatură de groază și fantezie. După apariția revistei Amazing Stories, Weird Tales a început să publice povestiri științifico-fantastice scrise de Edmond Hamilton; scriitorul a scris apoi doar povestiri fantastice, iar creațiile literare din subgenul operă spațială (pe care l-a creat împreună cu E. E. Smith) le-a publicat în altă parte (de exemplu în Wonder Stories).
În timpul celui de-al Doilea Război Mondial, penuria de hârtie a dus la o creștere constantă a costurilor, iar cea mai mare parte a revistelor de literatură de consum au fost închise sau au fost publicate în format mic (digest size).

## Autori
Unii scriitori care au publicat în reviste de literatură de consum: 
- Poul Anderson
- Isaac Asimov
- Robert Leslie Bellem
- Alfred Bester
- Robert Bloch
- Leigh Brackett
- Ray Bradbury
- Max Brand
- Fredric Brown
- Edgar Rice Burroughs
- William S. Burroughs
- Ellis Parker Butler
- Hugh B. Cave
- Paul Chadwick
- Raymond Chandler
- Agatha Christie
- Arthur C. Clarke
- Joseph Conrad
- Stephen Crane
- Ray Cummings
- Jason Dark
- Lester Dent
- August Derleth
- Philip K. Dick
- Arthur Conan Doyle
- Lord Dunsany
- C. M. Eddy, Jr.
- Arthur Guy Empey
- C. S. Forester
- Arthur O. Friel
- Erle Stanley Gardner
- Walter B. Gibson
- David Goodis
- Zane Grey
- Edmond Hamilton
- Dashiell Hammett
- Robert A. Heinlein
- O. Henry
- Frank Herbert
- Robert E. Howard
- L. Ron Hubbard
- Donald Keyhoe
- Rudyard Kipling
- Henry Kuttner
- Harold Lamb
- Louis L'Amour
- Fritz Leiber
- Murray Leinster
- Elmore John Leonard
- Jack London
- H. P. Lovecraft
- Giles A. Lutz
- John D. MacDonald
- Elmer Brown Mason
- F. Van Wyck Mason
- Horace McCoy
- Johnston McCulley
- John D. McDonald
- Merriam Modell
- C.L. Moore
- Walt Morey
- Talbot Mundy
- Philip Francis Nowlan
- Fulton Oursler
- Emil Petaja
- E. Hoffmann Price
- Seabury Quinn
- Jean Ray
- John H. Reese
- Sax Rohmer
- Rafael Sabatini
- Richard S. Shaver
- Robert Silverberg
- Upton Sinclair
- Clark Ashton Smith
- E. E. Smith
- Guy N. Smith
- Jim Thompson
- Thomas Thursday
- Mark Twain
- Jack Vance
- Edgar Wallace
- H. G. Wells
- Tennessee Williams
- Cornell Woolrich

## Reviste de literatură de consum
- A. Merritt's Fantasy Magazine
- Action Stories
- Amazing Stories
- Amazing Stories Quarterly
- Astonishing Stories
- Astounding Stories
- Captain Future
- Comet
- Cosmic Stories
- Doctor Death
- Dynamic Science Fiction
- Dynamic Science Stories
- Famous Fantastic Mysteries
- Fantastic Adventures
- Fantastic Novels
- Fantastic Story Quarterly
- Fantasy
- Flash Gordon Strange Adventure Magazine
- Future Science Fiction
- Ghost Stories
- Marvel Science Stories
- Miracle Science and Fantasy Stories
- New Worlds
- Other Worlds
- Out of This World Adventures
- Planet Stories
- Science Fiction
- Science-Fiction Plus
- Science Fiction Quarterly
- Scientific Detective Monthly
- Space Stories
- Startling Stories
- Stirring Science Stories
- Strange Stories
- Strange Tales
- Super Science Stories
- Tales of Magic and Mystery
- Tales of Wonder
- 10 Story Fantasy
- The Thrill Book
- Tops in Science Fiction
- Two Complete Science-Adventure Books
- Uncanny Tales (americană)
- Uncanny Tales (canadiană)
- Unknown
- Vargo Statten Science Fiction Magazine
- Weird Tales
- The Witch's Tales
- Wonder Stories
- Wonder Story Annual